# Solonópole
Solonópole é um município brasileiro do estado do Ceará. A população estimada em 2016 foi de 18 127 habitantes.
Nos últimos anos, Solonópole tem se destacado pelo seu crescimento econômico, especialmente nos setores da agropecuária e da indústria calçadista. Esses avanços impulsionaram melhorias significativas na qualidade de vida da população local.
Em 2012, Solonópole ocupava a 113ª posição entre os municípios do Ceará em PIB per capita, com um valor de R$ 4.815,82. Já em 2021, o município subiu para a 32ª posição, com um PIB per capita de R$ 16.492,67, demonstrando um salto expressivo em sua economia.
Em 2022, Solonópole ficou em 9º lugar no ranking de maiores valores médios de renda mensal do Ceará, alcançando R$ 1.856,47. O estudo, que abrangeu todos os 184 municípios do estado, destaca o município como um dos principais do interior do Ceará em termos de crescimento econômico e geração de renda.
Além disso, o Índice FIRJAN de Desenvolvimento Municipal (IFDM) de 2023 registrou para Solonópole um valor de 0,6193, posicionando-o como o segundo município mais desenvolvido da região do Sertão Central Cearense.

## Toponímia
Originalmente denominada Cachoeira do Riacho do Sangue, em virtude da existência de uma queda de água no leito do Riacho do Sangue e depois apenas Cachoeira. Há mais de uma versão sobre o nome Riacho do Sangue, e uma delas é a luta entre duas famílias pelo domínio da terra, tingindo de sangue as águas do rio, nas proximidades do lugar chamado Alto da ico
Batalha, abaixo da cidade, ainda existente; a outra é de uma luta entre índios, no lugar chamado Logradouro.
Em 30 de dezembro de 1943, através do Decreto n° 1.114, passou a se denominar Solonópole, que significa Cidade de Solon em homenagem a Manoel Solon Rodrigues Pinheiro, advogado, jornalista e professor nascido no município.

## Formação Administrativa
Solonópole se tornou distrito de Jaguaribe-Mirim ainda com o antigo nome Cachoeira, em 1863. Em 1870 se emancipou de Jaguaribe-Mirim, elevado à categoria de vila. Em 1892 é rebaixada a distrito de Jaguaribe-Mirim, mas em 1893 é novamente elevada à categoria de vila. Em 1911 são criados 2 distritos: Flores Novas e São Bernardo. Em 1931 Cachoeira é de novo rebaixada à categoria de distrito de Jaguaribe-Mirim, mas em 1935 é emancipada (pela terceira vez), e anexa seus 3 antigos distritos (Carnaubinha, Flores Novas e São Bernardo). Em 1936 mais 4 distritos são criados: Boqueirão, Cangati, Conceição e Pasta. Em 1937 Flores Novas muda o nome para Flores e é criado o distrito de Milhã. Em 1938 o distrito Flores volta a se chamar Flores Novas e o distrito Boqueirão foi rebaixado a povoado. Em 1943 o município Cachoeira muda o nome para Solonópole e o distrito São Bernardo muda o nome para Tataíra. Em 1959 Carnaubinha e Milhã se desmembram para formar o novo município de Milhã. Em 1963 Flores Novas se desmembra de Solonópole para formar o novo município de Flores. Em 1963 o distrito Pasta se emancipa de Solonópole. Em 1963 Tataíra também se emancipa de Solonópole, e muda o nome para São Bernardo do Ceará. Em 1964 é criado o distrito de Assunção. Em 1965 Solonópole anexou o território de 4 municípios extintos, que eram seus ex-distritos: Milhã (que veio junto com o distrito Carnaubinha), Pasta, São José de Solonópole (ex-Flores) e São Bernardo do Ceará (que mudou o nome para Tataíra). Em 1986 Carnaubinha e Milhã novamente se desmembram para formar o novo município de Milhã. Em 1988 Tataíra se desmembra de Solonópole e muda o nome para Deputado Irapuan Pinheiro. Em 1991 é criado o distrito de Prefeita Suely Pinheiro.
Atualmente Solonópole possui 6 distritos:
1. Assunção
2. Cangati
3. Pasta
4. Prefeita Suely Pinheiro
5. São José de Solonópole
6. Solonópole (distrito-sede)

## História
No início do Século XVIII, o colonizador Manoel Pinheiro do Lago fundou a Fazenda Umari, de onde se originou a cidade de Solonópole.
Narrativas estão ligadas à vida religiosa do município e a mais importante é que se refere ao Padroeiro, Bom Jesus Aparecido de Cachoeira. Conta a história da cidade que certo dia, ao cair da tarde, um escravo apascentava o rebanho da Fazenda Cachoeira, do tenente-general Manoel Pinheiro, quando viu reluzir, por entre o matagal escasso, um objeto de metal. O negro aproximou-se e viu que se tratava de um belo crucifixo, de pouco mais de um palmo. Cheio de alegria, o negro abandonou as ovelhas e correu até a casa-grande para levar a novidade aos seus patrões.
A esposa do fazendeiro, D. Rita das Dores Pinheiro, ficou a um tempo surpresa e alegre com o preciso achado, apressando-se em colocá-lo no santuário. Entretanto, nas primeiras horas do dia seguinte, era notada a falta do crucifixo que, depois de vasculhadas todas as dependências do casarão, veio a ser encontrado no exato local onde fora achado pelo escravo. D. Rita, confusa, guardou a pequena cruz dentro de um baú de couro, fechando-o com muita segurança. Qual não foi a sua surpresa, e de todos da fazenda, quando no outro dia o crucifixo não se encontrava no baú a despeito de não haver, o mesmo, sido violado. D. Rita, meio aterrorizada, reuniu os familiares e fez a promessa de mandar construir uma capela e nela depositar, caso fosse encontrada, a imagem do crucifixo. Passada a noite, foi o baú aberto e lá estava o crucifixo, como se nada houvesse acontecido. Construída a capela, a imagem foi exposta à visitação e veneração dos fiéis.
Outra narrativa importante é a que se relaciona com o primeiro milagre obtido do santo crucifixo. Conduzido por Maria de São José, muda, filha de Simeão Correia Lima Landim e Ana Rosa Pinheiro, restituiu a voz à sua condutora em plena caminhada. A partir de então se iniciou a romaria constante à fazenda e vários milagres aconteceram, atribuídos ao Bom Jesus Aparecido da Cachoeira do Riacho do Sangue. Em 1821, os serviços da matriz eram concluídos e a partir de 19 de dezembro, instituído o seu paroquiato, sendo primeiro vigário o padre Pedro Pinheiro Landim.
Depois de idas e vindas (várias leis e decretos elevaram e rebaixaram foros de cidade), com o decreto-lei 448, de 20 de dezembro de 1938, foi elevado a município.

## Geografia

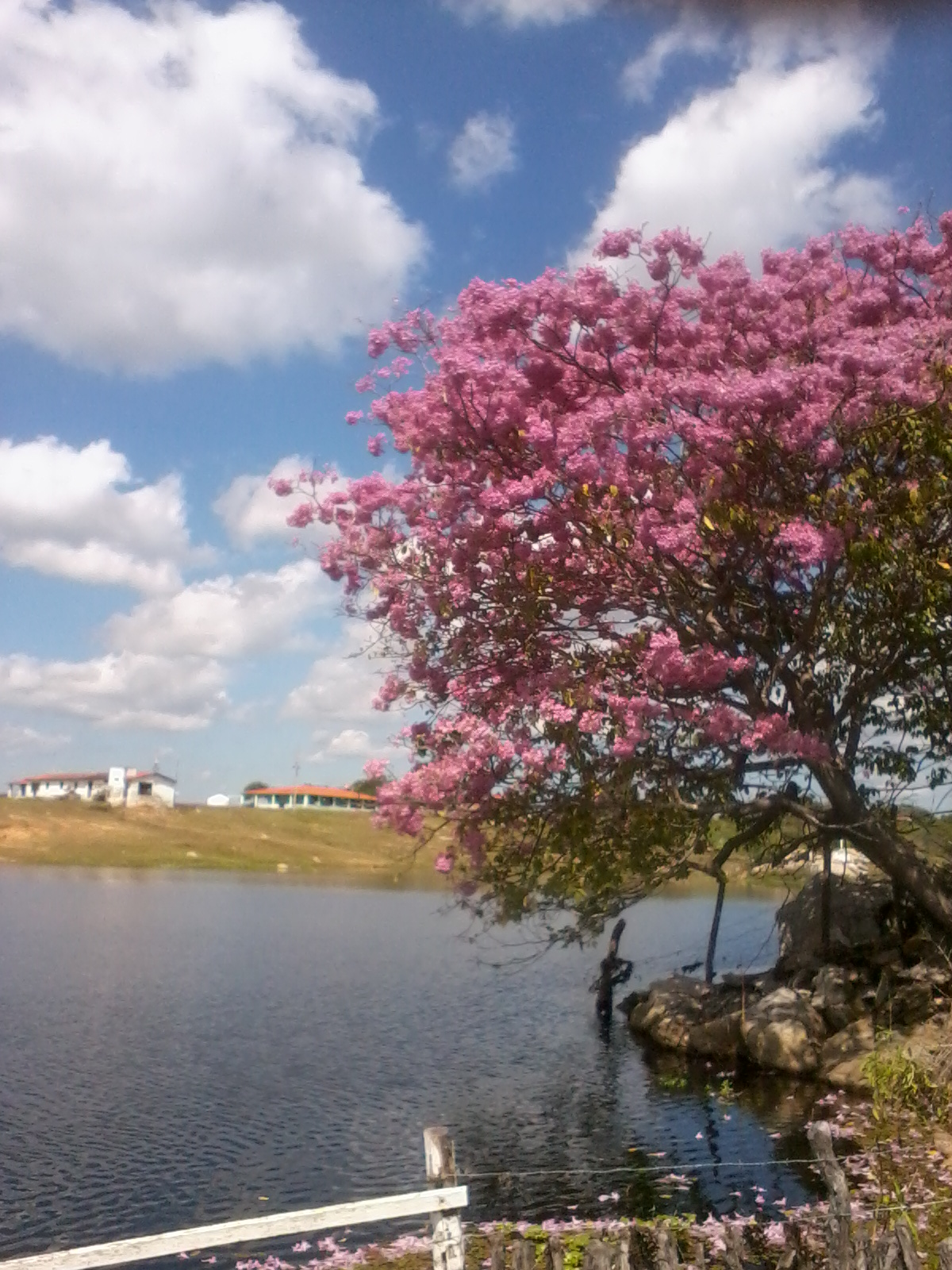
Ipê-rosa florado nos arredores da cidade

### Minerais
Suas riquezas naturais são argila, berilo, tantalita, ambligonita e fluorita, as principais riquezas minerais.

### Clima
Seu clima é tropical quente semi-árido e sua temperatura máximas oscilam entre 24°C e 37°C. "A temperatura do inferno perde para esse lugar" - Como dizem os moradores da cidade.

### Recursos hídricos
- Açude Riacho do Sangue.

## Geologia

### Recursos minerais
Nos pegmatitos de Solonópole há ocorrência de minério de nióbio na forma de columbita-tantalita. O minério ocorre em grãos maciços de 1 a 2 cm de diâmetro, associado a albita, feldspato e muscovita.

## Subdivisão
O município tem hoje a seguinte divisão:  Solonópole (Sede), Assunção, Cangati, Pasta, Prefeita Suêlly Pinheiro e São José do Solonópole.

### Bairros
Os principais bairros da cidade são:
- Alto Vistoso
- Barra Nova
- Centro (Cachoeira)
- Domingo Savio
- Monte Castelo
- Santa Tereza
- Semeão  Machado
- Samuel Nogueira

## Economia
As principais fontes de riqueza do município evoluíram significativamente nos últimos anos. Embora a agropecuária continue tendo papel relevante, Solonópole passou a se destacar também na indústria calçadista, que cresceu de forma expressiva e atualmente emprega centenas de pessoas, movimentando a economia local e ampliando as oportunidades de emprego formal.
Na agropecuária, o destaque atual é a bacia leiteira, que teve grande expansão e posicionou Solonópole como uma das principais produtoras de leite do estado. Segundo ranking publicado pelo *Diário do Nordeste*, o município ocupa a 10ª posição entre os maiores produtores de leite do Ceará.

Esse dinamismo no setor produtivo contribui diretamente para o crescimento do município e o fortalecimento da economia regional.